# 波子汽水樽

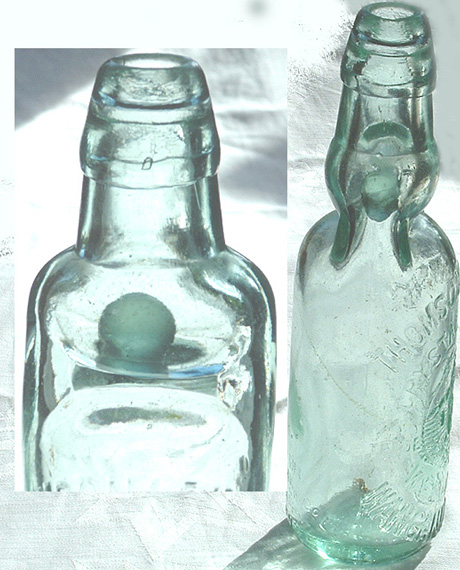
彈珠汽水

彈珠汽水瓶（Codd-neck bottle）香港稱為波子汽水樽，是一種碳酸飲料用的玻璃瓶子，其特點是在瓶口用玻璃彈珠來密封，壓下彈珠後即可飲用飲料，彈珠會卡在瓶內。

## 歷史
1872年時英國倫敦坎伯韦尔的製瓶商Hiram Codd設計了這種適合碳酸饮料的瓶子，並且申請專利。

## 瓶子
彈珠汽水瓶是由瓶口的彈珠及橡膠墊圈來密封。在裝填時彈珠汽水的瓶口朝下，而氣體的壓力使彈珠和墊圈密合，因此達到密封的效果。瓶子本身也經過設計，壓下彈珠後，彈珠會卡在瓶子的特定位置，人們即可飲用飲料，也不會出現在倒碳酸饮料時，彈珠再度卡住瓶子的情形。

## 普及

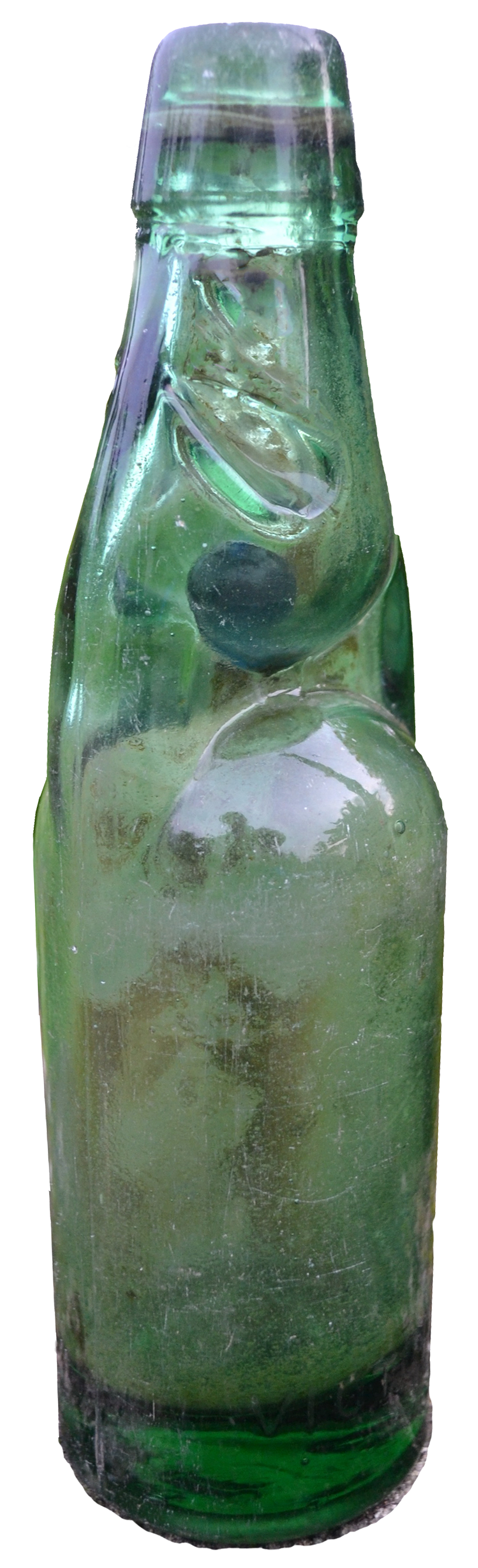
用彈珠汽水瓶的Banta

彈珠汽水瓶問世後，在歐洲、印度、澳洲的軟性飲料及酿酒業中相當盛行，不過有些飲酒者蔑視這類的瓶子。有說法認為codswallop（胡說八道）的一個语源就是源自用彈珠汽水瓶裝的酒類，不過多半認為此說法只是民間詞源。 
彈珠汽水瓶已使用了數十年，不過使用量已漸漸減少，因為小孩常會為了設法將彈珠取出而破壞汽水瓶，因此彈珠汽水瓶越來越少，在英國已變成一種收藏品。
波子汽水未有在市場上消失，彈珠汽水瓶的設計目前仍用在日本的彈珠汽水（ラムネ）及印度飲料Banta中。
彈珠汽水在台灣也流行一段時間，在1950年代到70年代相當盛行，而且價格不便宜，當年和一碗麵的價格相當，現在在一些懷舊商品店中仍會出現，後來其材質也由玻璃改為寶特瓶。